# شعراء حمراء الأرجل
شعراء حمراء الأرجل (الاسم العلمي:Hippobosca rufipes) هو نوع من الحشرات يتبع جنس الشعراء من فصيلة الذباب الشعراوي.